# Голтэй 1-й
Голтэ́й 1-й — упразднённый населённый пункт в Зиминском районе Иркутской области на территории Зулумайского сельского поселения.

## Происхождение названия
Название Голтэй происходит от бурятского корня «гол» — ручей и суффикса «той», указывающего на место. Населённые пункты, основанные русскими и другими переселенцами, часто носили местные (бурятские, реже — эвенкийские) названия, происходившие, как правило, от названий рек и ручьёв.

## История
Населённый пункт был основан спустя некоторое время после установления на территории Зиминского района советской власти (весна 1920 года). Основной его функцией, как и многих других соседних населённый пунктов, было обеспечить государство сельскохозяйственной продукцией. В 1950—1960-х годах в Зиминском районе велось активное укрупнение колхозов, в результате которого многие населённые пункты были признаны «неперспективными» и вскоре перестали существовать. По данным на 1966 год, посёлок Голтэй 1-й входил в состав Зулумайского сельсовета. На топографической карте Генштаба СССР 1984 года населённый пункт Голтэй 1-й отмечен как нежилой, на карте Генштаба СССР 1985 года — развалины.

## Население
На 2016 год Голтэя 1-го как населённого пункта не существует, сейчас это пустошь без единого строения и жителя.